# García Álvarez de Toledo y Carrillo de Toledo
García Álvarez de Toledo y Carrillo de Toledo (cerca de 1424 - 20 de junho de 1488), foi um nobre Castelhano que foi o primeiro 2º Conde de Alba de Tormes e depois o 1º  duque de Alba de Tormes, título nobiliário hereditário que o rei Henrique IV de Castela lhe concedeu em 1472 convertendo o condado de Alba de Tormes em um ducado. Foi também o 5º Senhor de Valdecorneja, o 1º Marquês de Coria e o 1º Conde de Salvaterra de Tormes.

## Biografia
García Álvarez de Toledo y Carrillo de Toledo era o filho primogênito de Fernando Álvarez de Toledo y Sarmiento, conde de Alba de Tormes, e sua esposa Mencía Carrillo de Toledo.
Durante a adolescência, devido à prisão de seu pai ordenada pelo rei João II de Castela em 1448, ele organizou vários ataques militares contra a nobreza leal ao rei.
Com a morte do rei João II em 1454 e a coroação do rei Henrique IV, o 1.º Conde de Alba foi libertado. Entre 1455 e 1456 o jovem García participou com o seu pai nas campanhas castelhanas contra o Reino de Granada onde se destacaram no cerco de Alcalá la Real.
Em 1464, o 1º Conde de Alba de Tormes morreu e García herdou o título de seu pai.
Durante a Guerra Civil Castelhana do final da Idade Média e depois da Farsa de Ávila, quando Afonso de Castela, meio-irmão de Henrique IV, se proclamou rei de Castela, García foi um dos nobres que permaneceu fiel a Henrique. Em troca de sua lealdade recebeu dele vastas terras, estendendo seus domínios por toda a Serra de Gredos e o norte da Extremadura, e metade das receitas provenientes da feira de Medina del Campo. No entanto, ele não prestou ajuda a esta cidade que caiu em poder do Condestável de Castela. Também não participou na Batalha de Olmedo, em 1467, na qual ambos os aspirantes reais lutaram.
Em 1469, García recebeu do rei o Condado de Salvaterra de Tormes.
Tal era a extensão das terras de García que, em 1472, o rei Henrique IV, tentando evitar uma nova guerra civil entre os nobres castelhanos, foi forçado a assinar o Tratado dos Toros de Guisando, pelo qual García Álvarez de Toledo teve que renunciar aos territórios localizado ao sul da Serra de Gredos. Em troca desse ato, o rei elevou seu título de Conde de Alba de Tormes ao de Duque e reconheceu seus direitos sobre Coria. Dessa forma, García se tornou o 1º Duque de Alba de Tormes e o 1º Marquês de Coria.
Após a morte do rei Henrique IV, García tomou partido da futura Isabel I de Castela. Ela era meia-irmã do falecido rei e era casada com o futuro rei Fernando II de Aragão. Apoiou-a em seu confronto com Joana de Trastâmara na Guerra de Sucessão de Castela. García participou da Batalha de Toro, em 1476, na qual os exércitos isabelinos derrotaram as tropas de Juana.
Portanto, García foi um dos principais nobres aliados dos Reis Católicos, cujo reinado transformou a Espanha no primeiro estado unificado da Europa na Idade Moderna, aumentando significativamente o poder e a fortuna desse ramo da Casa de Álvarez de Toledo.
Ele faleceu em 1488 e foi sucedido por seu filho Fadrique Álvarez de Toledo y Enríquez.

## Mecenato cultural e artístico
O prestigiado músico Juan de Urrede trabalhou na corte ducal antes de ingressar na capela musical do Rei Católico. Além dele, poetas como o Comendador Diego Román e o madrilenho Juan Álvarez Gato, também foram ligados a essa nobre corte. O Comendador Román é até suscetível de se enquadrar em uma hipotética corte literária do Duque de Alburquerque Beltrán de la Cueva, que se teorizou ter então  existido.

## Casamento e descendência
Em 1448, casou-se com María Enríquez de Quiñones,}} filha de Fradrique Henriques, Almirante de Castela, com quem teve 5 filhos e 4 filhas. Em 20 de abril de 1447, o Papa Nicolau V concedeu ao Bispo Valentino o poder de dispensar o 3º e o 4º graus de consanguinidade no casamento de García Álvarez de Toledo e María Enríquez.
Eles tiveram os seguintes filhos:
- Fadrique Álvarez de Toledo y Enríquez, 2º Duque de Alba (1460–1531);
- Mencia de Toledo, casada com Beltrán de la Cueva, 1º Duque de Alburquerque;
- Teresa de Toledo, casada com Pedro Fernández Manrique, 2º Conde de Osorno;
- Francisca de Toledo, casada com Francisco Fernández de la Cueva, 2º Duque de Alburquerque;
- María de Toledo, casada com Gómez Suárez de Figueroa, 2º Conde de Feria;
- Gutierre Álvarez de Toledo, Bispo de Plasencia;
- García Álvarez de Toledo, 1º Senhor da Orcaiada;
- Pedro de Toledo, 1º Senhor de Mancera;
- Fernando de Toledo, 1º Senhor de las Villorias.

Uma neta, María de Toledo y Rojas, foi casada com Diego Colón, filho de Cristóvão Colombo.